# Бурковка (Корюковский район)
Бурковка (укр. Бурківка; ранее до 17.02.2016 года — Червоный Должик) — село в Корюковском районе Черниговской области Украины. Население 69 человек. Занимает площадь 0,912 км².
Код КОАТУУ: 7422488303. Почтовый индекс: 15360. Телефонный код: +380 4657.

## Власть
Орган местного самоуправления — Савинковский сельский совет. Почтовый адрес: 15360, Черниговская обл., Корюковский р-н, с. Савинки, ул. Леси Украинки, 2.